# Bertold Klappert
Bertold Klappert (* 21. Juli 1939 in Balige auf Sumatra, Niederländisch-Indien, heute Indonesien) ist ein deutscher evangelischer Theologe und von 1974 bis 2004 Professor für Systematische Theologie an der Kirchlichen Hochschule Wuppertal.

## Leben
Bertold Klappert wurde als Sohn eines evangelischen Missionars auf Sumatra geboren. Von 1959 bis 1965 studierte er als Stipendiat der Studienstiftung des deutschen Volkes Evangelische Theologie, Philosophie und Religionsgeschichte in Wuppertal, Göttingen, Tübingen und Bonn. Von 1965 bis 1969 war er bei Walter Kreck Assistent an der Universität Bonn und 1968 bis 1970 Vorsitzender der Drogenarbeit Bonn. Er promovierte 1969/1970 an der Evangelischen Fakultät der Universität Bonn über die Christologie Karl Barths.
Klappert war anschließend von 1970 bis 1974 Assistent an der Universität Göttingen und habilitierte sich 1974 im Fachbereich Systematische Theologie über „Gesetz und Evangelium bei Martin Luther und Karl Barth“. Von 1974 bis zu seiner Emeritierung 2004 war er Professor für Systematische Theologie an der Kirchlichen Hochschule Wuppertal. Von 1978 bis 1984 leitete Klappert außerdem den biblisch-sozialen Arbeitskreis der reformierten Gemeinde Wuppertal-Elberfeld-Ost.

## Forschungsschwerpunkte
Klappert war in verschiedenen theologischen Arbeitsfeldern tätig:
- Theologie der Reformation (Martin Luther, Huldrych Zwingli, Heinrich Bullinger, Jean Calvin, Johannes Coccejus und die Bundestheologie);[2]

- Gesamtbiblische Theologie (Walther Zimmerli und Hans-Joachim Kraus);
- Theologie Karl Barths und der Bekennenden Kirche (Dietrich Bonhoeffer, Helmut Gollwitzer, Hans Joachim Iwand, Gustav Heinemann, Walter Kreck, Ernst Wolf);
- Theologie des christlich-jüdischen Dialogs;
- Gesamtwerk des jüdischen Theologen und Rabbiners Leo Baeck;
- Dialog zwischen Christen, Juden und Muslimen;
- Theologie des Dialogs zwischen den Religionen (Judentum, Christentum, Islam, Buddhismus und Javanische Religion).

## Werk
Bertold Klappert ist als Kenner und eigenständiger Interpret der Theologen der Bekennenden Kirche bekannt: Karl Barth, Dietrich Bonhoeffer und Hans Joachim Iwand. Er interpretiert deren Erbe kontextuell und bezieht es auf die eigene Gegenwart.
Er engagierte sich ähnlich wie Helmut Gollwitzer, Friedrich-Wilhelm Marquardt und Jürgen Moltmann in der deutschen Studentenbewegung der 1960er Jahre und verknüpfte seine Theologie mit seiner hochschulpolitischen und gesellschaftskritischen Aktivität. Dabei hielt er den Kontakt zu seiner eigenen Herkunft aus Pietismus, CVJM und der heutigen Vereinten Evangelischen Mission und verband sein persönliches Christusbekenntnis mit seiner biblisch begründeten Entscheidung für einen demokratischen Sozialismus. Er leistete Beiträge zum Verständnis der Barmer Theologischen Erklärung von 1934 ebenso wie zum Darmstädter Wort von 1947. Von dieser Tradition her trat er für das Antirassismus- und Antimilitarismusprogramm des Ökumenischen Rats der Kirchen ein. In den 1980er Jahren bezog er wie sein Lehrer Hans-Joachim Kraus entschieden Stellung gegen den NATO-Doppelbeschluss und dessen kirchliche Absegnung: Dieses „Nein ohne jedes Ja“ zur Einbeziehung von Massenvernichtungsmitteln in das Selbstverteidigungsarsenal des Rechtsstaats war für ihn keine rein politische, sondern eine Bekenntnisfrage.
Seine theologische Arbeit widmet sich zum einen der Vermittlung von Bibelexegese und Systematik, zum anderen der Verhältnisbestimmung von Theologen der Reformationszeit zu Karl Barth.
Klapperts Dissertation trägt den Titel Die Auferweckung des Gekreuzigten. In dieser Arbeit zeichnete Klappert Barths Kreuzestheologie im Gespräch mit Friedrich Gogarten, Rudolf Bultmann und anderen am menschlichen Existenzverständnis orientierten Theologen nach. In dem Sammelband Diskussion um Kreuz und Auferstehung trug er wichtige Aufsätze aus der theologischen Debatte von 1945 bis 1965 in kommentierter Form zusammen. Er suchte auch das Gespräch mit Gerd Lüdemann über das Verständnis der Auferstehung.
Bekannt ist Klappert besonders durch sein Engagement zur Erneuerung des Verhältnisses von Christen und Juden. Wesentlich waren dabei auch Freundschaften mit Heinz Kremers und Rabbiner Yehuda Aschkenasy. Dies hat sich im Rheinischen Synodalbeschluss von 1980 niedergeschlagen. Er ist Herausgeber der Schriften von Leo Baeck und Mitglied der Gesellschaft für Christlich-Jüdische Zusammenarbeit. Klappert versteht sich als „Theologe nach Auschwitz“, vertritt aber im Unterschied zu US-amerikanischer Holocaust-Theologie keine Reinterpretation der ganzen Bibel von der Shoa her, sondern hält am Vorrang der Selbstoffenbarung Gottes in Israels biblischer Heilsgeschichte fest.
Im Nahost-Konflikt bedenkt Klappert die Lage der Palästinenser ebenso mit. 2016 rief er zum Boykott von Waren aus besetzten Palästinenser-Gebieten auf. Er befürwortet eine Konföderations-Lösung: Ähnlich wie in Deutschland sollte es verschiedene Landesregierungen für die Israelis und die Palästinenser innerhalb eines Staatenverbunds einer säkularen Demokratie geben. Dagegen hält er die Zwei-Staaten-Lösung für kaum umsetzbar.
In jüngerer Zeit engagierte sich Klappert auch im Trialog der drei Abrahamsreligionen Judentum, Christentum und Islam, allerdings nicht im Sinne eines gemeinsamen „Weltethos“ wie Hans Küng, sondern im Sinne einer Einheit aus verschiedenen Identitäten, die in der biblischen Verheißungsgeschichte ihre unaufgebbaren Wurzeln finden.

## Mitgliedschaften
Bertold Klappert war bzw. ist Mitglied in folgenden Arbeitsgemeinschaften, Ausschüssen und Initiativen:
- 1969–1971: Vorsitzender der ersten Drogenberatungsstelle in Deutschland mit Sitz im CVJM Bonn;
- 1978–2017: Ausschuss Juden und Christen der Evangelischen Kirche im Rheinland;
- seit 1979: AG Juden und Christen beim Deutschen Evangelischen Kirchentag;
- seit 1980: Vorstand von Studium in Israel e. V.
- seit 1980: Gesellschaft für christlich-jüdische Zusammenarbeit Wuppertal
- 1980–1986: Rheinische Initiative Freiheit für Südafrika und Namibia;
- 1991–2000: Kommission Juden und Christen der Evangelischen Kirche in Deutschland;
- seit 2015: Hans-Joachim Iwand-Gesellschaft mit Sitz in Beienrode;
- Gesellschaft für Evangelische Theologie;
- bis 2016: Wissenschaftlicher Beirat der Archiv- und Museumsstiftung der Vereinten Evangelischen Mission in Wuppertal (VEM/UIM)

## Ehrungen
- Hören und Fragen in der Schule des NAMENS. Mit der Tradition zum Aufbruch. Festschrift für Bertold Klappert zum 60. Geburtstag. Herausgeber: Jochen Denker, Jonas Marquardt und Borgi Winkler-Rohlfing, Neukirchener, Neukirchen-Vluyn 1999, ISBN 978-3-7887-1774-2
- Goldene Menora, erhalten 2016 in der Bergischen Synagoge in Wuppertal für die Freundschaft zu den Juden im Bergischen Land[6][7]

## Veröffentlichungen (Auswahl)
- mit Ekkehard W. Stegemann: Der NAME Gottes und die Zukunft Abrahams. Texte zum Dialog zwischen Judentum, Christentum und Islam, Judentum und Christentum, Band 24, W. Kohlhammer, 2019, ISBN 978-3-17-034443-3.
- mit Thomas Kremers und Görge K. Hasselhoff: Vom Judentum lernen: Impulse für eine Christologie im jüdischen Kontext, Vandenhoeck & Ruprecht, Göttingen 2015, ISBN 978-3-7887-2938-7.
- mit Manfred Schulze: Aus der Umkehr leben: Hans Joachim Iwand 1899–1999, Veröffentlichungen der Kirchlichen Hochschule Wuppertal, 2001; Vandenhoeck & Ruprecht, Göttingen 2006, ISBN 978-3-7887-1814-5.
- mit Wolfgang Huber und Hans-Joachim Kraus: Allerlösung. Annäherungen an eine entdualisierte Eschatologie, 2 Bände, Neukirchener Verlag, Neukirchen-Vluyn 2000, ISBN 3-7887-1728-9.
- mit Gert Ulrich Brinkmann, Wolfgang Huber und Hans J. Kraus: Theologische Institutionenethik: Ernst Wolfs Beitrag zur Institutionenethik in der evangelischen Kirche nach 1945, Neukirchener Verlag, Neukirchen-Vluyn 1997, ISBN 3-7887-1627-4.
- Worauf wir hoffen, Gütersloher Verlagshaus, Gütersloh 1997, ISBN 3-579-05152-0.
- mit Albert H. Friedlander, Werner Licharz und Michael A. Meyer: Leo Baeck Werke, 6 Bände, 1996–2003 und Gütersloher Verlagshaus, Gütersloh 2006, ISBN 978-3-579-08008-6.
  - Das Wesen des Judentums, Band 1, 1998 und 2001, ISBN 3-579-02334-9.
  - Dieses Volk - Jüdische Existenz, Band 2, 1996 und 2001, ISBN 3-579-02335-7.
  - Wege im Judentum - Aufsätze und Reden, Band 3, 2001 und 2006, ISBN 3-579-08008-3 und ISBN 978-3-579-02336-6.
  - Aus Drei Jahrtausenden. Das Evangelium als Urkunde der jüdischen Glaubensgeschichte, Band 4, 2001, ISBN 978-3-579-02337-3.
  - Nach der Schoa. Warum sind die Juden in der Welt? Schriften aus der Nachkriegszeit, Band 5, 2001 und 2002, ISBN 3-579-02338-1 und ISBN 978-3-579-02338-0.
  - Briefe, Reden, Aufsätze, Band 6, 2003, ISBN 978-3-579-02339-7.
- Karl Barths Ethik der Versöhnungslehre: Ihre theologische Rezeption in Japan und ihre Bedeutung für die kirchlich-gesellschaftliche Situation, in: Série 23: Théologie, Band 518, Internationaler Verlag der Wissenschaften, Peter Lang, 1994, ISBN 3-631-47801-1.
- Versöhnung und Befreiung. Versuche, Karl Barth kontextuell zu verstehen, Neukirchener Verlag, Neukirchen-Vluyn 1993 und 1994, ISBN 3-7887-1451-4.
- mit Hans-Joachim Kraus, Friedrich-Wilhelm Marquardt und Martin Stöhr: Jesusbekenntnis und Christusnachfolge, Kaiser, München 1992, ISBN 3-459-01925-5.
- mit Günther van Norden: Tut um Gottes Willen Etwas Tapferes! Karl Immer im Kirchenkampf, Neukirchener Verlag, Neukirchen-Vluyn 1989, ISBN 3-7887-1301-1.
- Bekennende Kirche in ökumenischer Verantwortung, 1988.
- mit Ursula Ast und Ernst Ludwig Ehrlich: Wie gut sind Deine Zelte, Jaakow. Festschrift zum 60. Geburtstag von Reinhold Mayer, Bleicher Verlag, 1986, ISBN 3-88350-605-2.
- mit Ulrich Weidner: Schritte zum Frieden. Theologische Texte zu Frieden und Abrüstung, Aussaat Verlag,  Neukirchen 1983.
- mit Karl Immer, R. J. Zwi Werblowsky, Hans Walter Wolff, Eberhard Bethge und Eduard Schweizer: Umkehr und Erneuerung. Erläuterungen zum Synodalbeschluß der rheinischen Landessynode 1980. „Zur Erneuerung des Verhältnisses von Christen und Juden“, Handreichung Nr. 39 Taschenbuch – 1. Januar 1980
- Recht auf Arbeit, Sinn der Arbeit, 1979.
- Promissio und Bund. Gesetz und Evangelium bei Luther und Barth, Forschungen zur systematischen und ökumenischen Theologie, Vandenhoeck & Ruprecht; Göttingen 1976, ISBN 3-525-56237-3.
- Die Auferweckung des Gekreuzigten. Der Ansatz der Christologie Karl Barths im Zusammenhang der Christologie der Gegenwart, Neukirchener Verlag, Neukirchen-Vluyn 1971, ISBN 3-7887-0289-3; 1981, ISBN 3-7887-0429-2.
- Die Eschatologie des Hebräerbriefs, Christian Kaiser Verlag, München 1969.
- mit Herbert Demmer: Das Ungewöhnliche – Wunder im Blick von Naturwissenschaft, Theologie und Gemeinde, Aussaat Verlag, Wuppertal 1969.
- Diskussion um Kreuz und Auferstehung. Zur gegenwärtigen Auseinandersetzung in Theologie und Gemeinde, Aussaat Verlag, Wuppertal 1967, ISBN 3-7615-0084-X.